# وزير أباد (همت أباد)
وزیر أباد (بالفارسية: وزیرآباد) هي مستوطنة تقع في إيران في قسم همت أباد الريفي. يقدر عدد سكانها بـ 225 نسمة بحسب إحصاء 2016.